# Andreas Andreadis
Andreas Andreadis (Provatonas de Evros, 14 de enero de 1982) es un jugador profesional de voleibol griego, juego de posición central. 

## Palmarés

### Clubes
Campeonato de Grecia:
- 2006, 2010, 2011, 2017, 2018, 2019,[4]2021
- 2007, 2008, 2009, 2014, 2016, 2020, 2022
- 2005

Top Teams Cup:
- 2006

Supercopa de Grecia:
- 2006, 2010

Copa de Grecia:
- 2007, 2008, 2011
- 2006, 2009, 2010

Copa CEV:
- 2009

Challenge Cup:
- 2018

Copa de la Liga de Grecia:
- 2018, 2019